# Đội tuyển Fed Cup Brunei
Đội tuyển Fed Cup Brunei đại diện Brunei ở giải đấu quần vợt Fed Cup và được quản lý bởi Hiệp hội Quần vợt Brunei. Đội chưa thi đấu kể từ năm 1996.

## Lịch sử
Brunei thi đấu kì Fed Cup đầu tiên và cũng là duy nhất vào năm 1996, thua tất cả ba trận ở Nhóm II.